# Helleland Station
Helleland Station (Helleland stasjon) er en tidligere jernbanestation på Sørlandsbanen, der ligger bygden Helleland i Eigersund kommune i Norge.
Stationen åbnede 1. november 1904 som en del af Flekkefjordbanen, der var blevet taget i brug en måned før mellem Egersund og Flekkefjord. I 1944 indgik strækningen mellem Egersund og Sira, hvor Helleland ligger, i Sørlandsbanen. Stationen blev fjernstyret 22. maj 1966, og 2. juni 1991 fik den status som fjernstyret krydsningsspor.